# Haujobb (Band)
Haujobb ist eine deutsche Musikgruppe, deren Musikstücke ein breites Spektrum der Elektronischen Musik abdecken. Dies reicht von Elektro über IDM bis hin zu Techno.

## Geschichte
Haujobb wurde 1992 in Bielefeld gegründet und bestand ursprünglich aus drei Personen: Dejan Samardzik (Sound, Programming), Björn Jünemann (Sampler, Programming, Konzept) und Daniel Myer (Gesang, Sound, Programming). Nachdem 1995 das zweite Album Freeze Frame Reality erschienen war, an dem auch Jünemanns Bruder Sven als Gitarrist beteiligt war, verließen die Gebrüder Jünemann die Band und gründeten ein eigenes Projekt namens Standeg. In der Anfangszeit wurden Haujobb aufgrund ihrer komplexen Soundstrukturen mit Skinny Puppy verglichen. Diesen Vergleich haben sie aber schon mit ihrem zweiten Album Freeze Frame Reality, spätestens aber mit ihrem dritten Album Solutions for a Small Planet hinter sich gelassen.
Der Bandname „Haujobb“ basiert auf einer Fehlübersetzung des Wortes Skinjob aus dem Film Blade Runner. Skinjob („Hautjob“) ist dort ein abwertender Begriff für einen „Replikanten“ (künstlichen Menschen).
Daniel Myer ist in einer Vielzahl von Nebenprojekten aktiv, unter anderem seit 1998 Architect, 2001 HMB (mit Claire Voyant-Sängerin Victoria Lloyd), seit 2004 Destroid (mit Sebastian Ullmann und Rinaldo Bite). Myer war von 2007 bis 2012 auch Mitglied der Gruppe Covenant und ist es seit 2016 wieder. 
Die EP Dead Market wurde am 17. Juni 2011 veröffentlicht. Das folgende Haujobb-Album New World March erschien am 11. November 2011. Für die erste Singleauskopplung Dead Market wurde im März 2011 ein Musikvideo – das erste in der Geschichte des Projekts – unter der Regie von Boris May von Klangstabil produziert.

## Diskografie

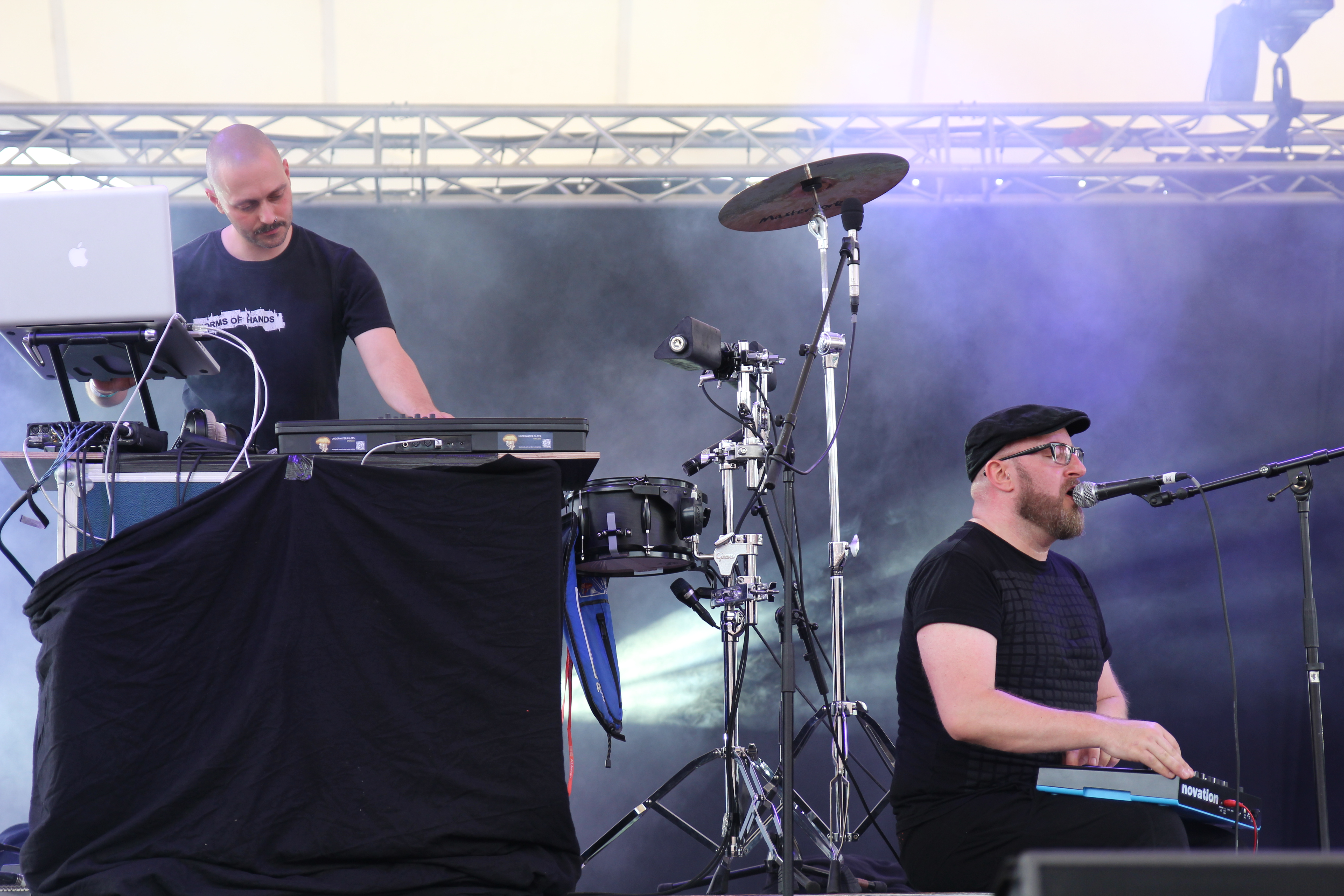
Haujobb beim Blackfield Festival 2014

### Studioalben
- 1993: Drift Wheeler (nur auf Musikkassette, out of print)
- 1993: Homes & Gardens
- 1995: Freeze Frame Reality
- 1996: Solutions for a Small Planet
- 1999: Ninetynine
- 2001: Polarity
- 2003: Vertical Theory
- 2011: New World March
- 2015: Blendwerk

### Live-Alben
- 2018: Alive

### Kompilationen und Remixalben
- 1997: Frames: The Remix Album (Remixalbum)
- 1997: Matrix (2-CD-Remix-Kompilation)
- 1997: From Homes to Planets (Mission Summery 93–97) (Best-of-Album)
- 1999: Ninetynine Remixes
- 2005: Vertical Mixes

### Singles und EPs
- 1994: Eye Over You (CDS)
- 1995: Frames (EP)
- 1996: Remix Wars Part One (vs. :Wumpscut:, Remix-EP)
- 1996: Cleaned Visions (CDS)
- 1998: Less (CDS)
- 2002: Penetration (EP)
- 2007: Smack My Bitch Up (EP)
- 2011: Dead Market (EP)